# Witkeeljunglevliegenvanger
De witkeeljunglevliegenvanger (Cyornis umbratilis; synoniem: Rhinomyias umbratilis) is een zangvogel uit de familie Muscicapidae (vliegenvangers). De vogel werd in 1849 door de Britse natuuronderzoeker Hugh Edwin Strickland geldig beschreven als Trichostoma umbratile.

## Kenmerken
De vogel is ongeveer 15 cm lang. Het is een van de grijsbruin gekleurde soorten uit dit geslacht. Opvallend aan deze soort is een helder witte vlek op de kin, daaronder een vage bruingrijze borstband die geleidelijk in een witte buik over gaat. Van boven is de vogel bruin.

## Verspreiding en leefgebied
Deze soort komt voor in Maleisië, Sumatra en Borneo. De leefgebieden liggen in tropisch, vochtig loofbos in laagland in veengebieden langs de kust, maar ook in secundair bos op hoogten tot 1200 meter boven zeeniveau. De populaties hebben te maken met habitatverlies door ontbossing hoewel de vogels in gedeeltelijk gekapt oerbos voorkomen. Toch staat de soort als gevoelig (voor uitsterven) op de rode lijst van de IUCN